# Maki (plantesamfund)
 For alternative betydninger, se Maki. (Se også artikler, som begynder med Maki)
Maki (italiensk og korsikansk: macchia, kroatisk: makija, fransk maquis) er en buskbevoksning, der består af stedsegrønne buske og små, stedsegrønne træer, og som opstår i de egne af kloden, hvor der er subtropisk vinterregnsklima. Det er en vegetationstype, som er lavere end skov, og som hovedsageligt består af planter, der kan tåle tørke. Tilsammen danner de tornede og uigennemtrængelige krat. Vegetationstypen opstår mest på gruset råjord over en undergrund, som består af granit eller andre typer af silikatklippe.
Makien må betragtes som en midlertidig standsning i den sekundære succession tilbage mod det normale klimaks, der er en skovtype, domineret af stedsegrønne egearter og forskellige arter af fyr.

## Dannelse af maki
De herskende klimaforhold og årtusinders overudnyttelse (tømmerhugst, græsning og afbrænding) har ført til, at muldlaget og jordens evne til at fastholde vand er tabt. Derfor er den oprindelige, stedsegrønne stenegeskov blevet afløst af lavskov og krat.

## Succession i maki
Ved fortsat intensiv græsning omdannes makien til vegetationstypen garrigue (phrygana). Det er dog mest almindeligt, at maki og garrigue findes mosaikagtigt blandet med hinanden. Det meste af græsningen skyldes geder, der kan leve af en kost med op til 60 % grene, bark og løv. Derimod findes der langt færre kreaturer, får og svin på græsning i makien.
Overlades makien derimod til sig selv, sådan at afbrænding og græsning ophører, vil den roligt udvikle sig i retning af den oprindelige vegetation: blandet stedsegrøn skov.

## Flora
Den typiske maki består af 3-6 m høje, stedsegrønne buskarter og træer. De danner et tæt krat, som udelukker lyset fra at trænge ned til jorden, og derfor mangler en egentlig skovbund under de træagtige planter. De typiske arter er:
- Almindelig Jordbærtræ (Arbutus unedo)
- Almindelig Myrte (Myrtus communis)
- Håret Torngyvel (Calicotome spinosa)
- Karryplante(Helichrysum italicum)
- Kermes-Eg (Quercus coccifera)
- Mastikstræ (Pistacia lentiscus)
- Middelhavs-Korsved (Rhamnus alaternus)
- Nerie (Nerium oleander)
- Rosmarin (Rosmarinus officinalis)
- Soløjetræ (Cistus, flere arter)
- Sommerfugle-Lavendel (Lavandula stoechas)
- Sten-Eg (Quercus ilex)
- Træ-Lyng (Erica arborea)
- Vellugtende Skovranke (Clematis flammula)
- Visse (Genista, flere arter)

## Områder med maki

### Europa
- Blandede skove ved det østlige Middelhav
- Stedsegrønne og delvist løvfældende skove på den Iberiske halvø
- Stedsegrønne og delvist løvfældende skove i Italien
- Stedsegrønne og blandede skove i Portugal og Spanien
- Stedsegrønne og blandede skove langs Adriaterhavet og det Tyrrhenske hav

### Nordamerika
- Kystnær chaparral i Californien
- Chaparral og skove i det indre af Californien
- Chaparral og skove i Californiens bjerge

### Sydamerika
- Matorral i Chile

### Sydafrika
- Lavlandsfynbos
- Højlandsfynbos

### Australien
- Mallee ved Esperance
- Mallee ved Eyre og York
- Skov og mallee ved Murray og Darling

## Eksterne links
- Edwin Lanfranco: Vegetation of the Maltese Islands Arkiveret 17. juni 2008 hos  Wayback Machine (engelsk)
- A. Ouled Belgacem og V. Papanastasis: Impact of grazing practices on rangeland vegetation of western Crete Arkiveret 4. oktober 2005 hos  Wayback Machine (engelsk)